# Steffen Højer
Steffen Højer (Viborg, 22 mei 1973) is een voormalig betaald voetballer uit Denemarken, die als aanvaller speelde. Hij beëindigde zijn actieve loopbaan in 2008 bij Viborg FF. Højer was driemaal topscorer in de hoogste Deense divisie: 2004, 2005 en 2006.

## Interlandcarrière
Højer kwam in totaal één keer uit voor de nationale ploeg van Denemarken. Onder leiding van de Zweedse bondscoach Bo Johansson maakte hij zijn debuut op 14 augustus 1996 in de vriendschappelijke uitwedstrijd tegen Zweden (0-1), net als Morten Bisgaard (Odense BK), Thomas Rytter (Lyngby FC) en Ole Bjur (Brøndby IF). Hij viel in dat duel na 81 minuten in voor Peter Møller.

## Erelijst
Aalborg BK
- SAS Ligaen

1999